# Cratère de Bigach

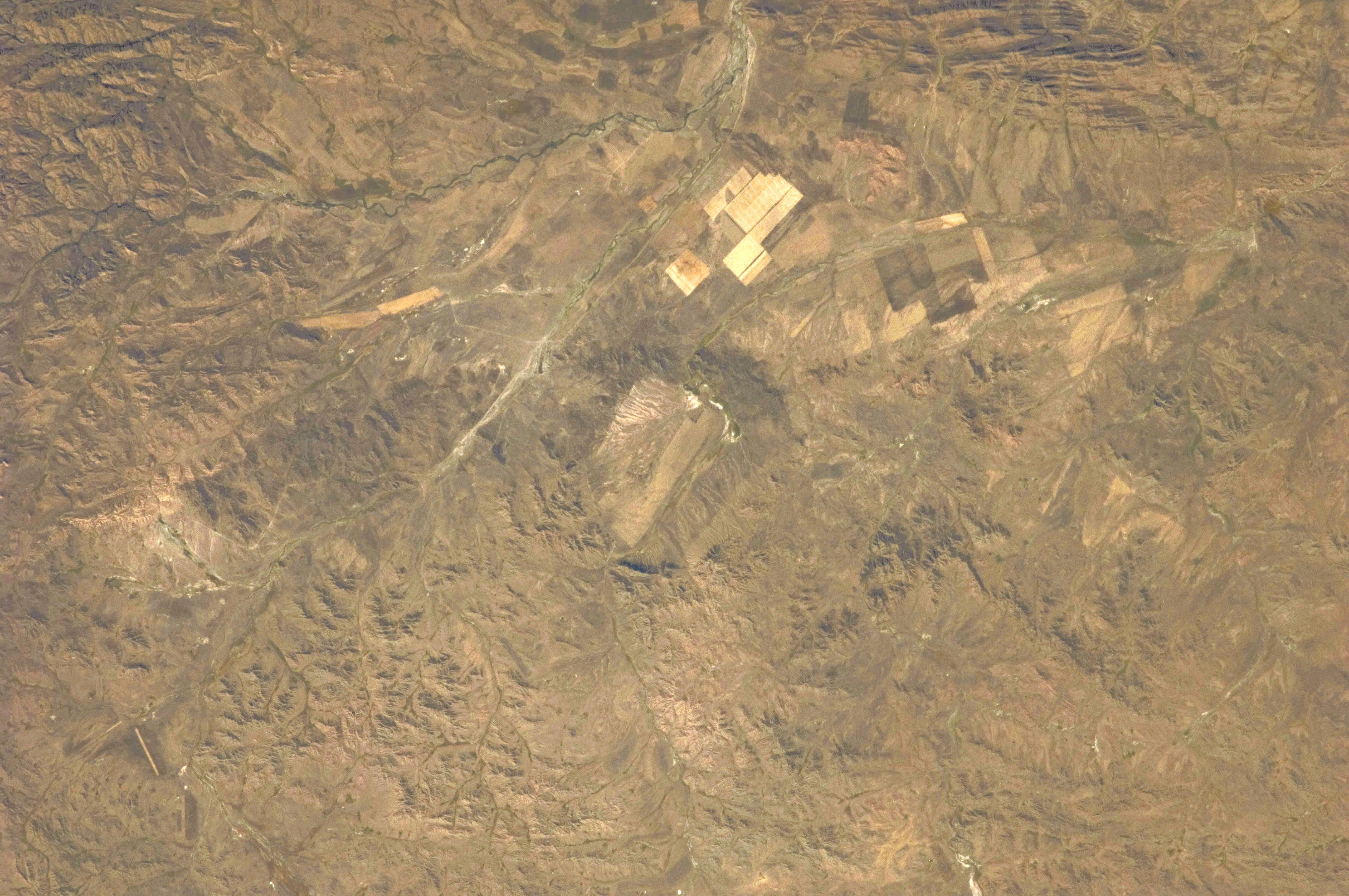
Photo satellite du cratère de Bigach

Le cratère de Bigach est un cratère d'impact situé au Kazakhstan.
Son diamètre est de 8 km et son âge est estimé à 5 ± 3 millions d'années.